# Anthony Mason
Anthony George Douglas Mason (* 14. Dezember 1966 in Miami, Florida; † 28. Februar 2015 in Manhattan, New York) war ein US-amerikanischer Basketballspieler. Er war für die New Jersey Nets, Denver Nuggets, New York Knicks, Charlotte Hornets, Miami Heat und Milwaukee Bucks in der National Basketball Association (NBA) aktiv.

## Karriere
Mason wurde im NBA-Draft 1988 von den Portland Trail Blazers an 53. Stelle ausgewählt, wurde jedoch nicht in den Kader aufgenommen. Stattdessen spielte Mason zuerst in der Türkei. Er kehrte bald in die USA zurück, spielte jedoch weder bei den Nets noch bei den Nuggets eine Rolle. Sein Durchbruch kam im Jahr 1991, als ihn Head Coach Pat Riley zu den New York Knicks holte. Mason etablierte sich als wertvoller Ersatzspieler, der pro Spiel über 25 Minuten Spielzeit erhielt und nun pro Spiel auf 10 Punkte, 8 Rebounds und 3 Vorlagen kam.
Obwohl Mason strenggenommen ein „Tweener“ war, der für die Small-Forward-Position zu langsam und für die Power-Forward-Position zu klein war, machte er dies durch seine Spielstärke und durch seine harte Verteidigung wett. Unter Riley wurde Mason zum Publikumsliebling und machte Schlagzeilen, indem er sich oft Logos und Botschaften in sein Haar rasieren ließ. 1995 gewann er den NBA Sixth Man of the Year Award als bester Ersatzmann der NBA.
1996 ließ sich Mason zu den Charlotte Hornets traden und hatte dort seine besten Jahre. 1997 wurde er in das NBA All-Defensive Second Team sowie in das All-NBA Third Team gewählt. 2001 wurde er im Trikot der Miami Heat in das NBA All-Star Game gewählt. Im Herbst seiner Karriere wechselte Mason noch nach Miami und Milwaukee, ehe er 2003 seine Karriere beendete.
Nach einem schweren Herzinfarkt Anfang Februar 2015 wurde Anthony Mason in das NYU Langone Medical Center im New Yorker Stadtbezirk Manhattan eingeliefert. Dort wurde eine Herzinsuffizienz diagnostiziert. Trotz mehrerer Operationen erholte er sich nicht mehr. Am frühen Morgen des 28. Februar 2015 starb er im Alter von 48 Jahren.

## Sonstiges
Masons ältester Sohn Anthony Mason Jr. spielte für die St. John’s University (New York) und ist heute Profibasketballer in Europa. Sein jüngster Sohn Antoine Mason spielt für die Auburn University.

## Auszeichnungen
- NBA All-Star 2001
- NBA All-Defensive Second Team 1997
- All-NBA Third Team 1997
- NBA Sixth Man of the Year Award 1995